# 西塞山街道
西塞山街道，是中华人民共和国湖北省黃石市西塞山区下辖的一个乡镇级行政单位。

## 行政区划
西塞山街道下辖以下地区：
白鹭社区。